# Let It Go (canção de Wiz Khalifa)
Let It Go é uma canção do rapper estadunidense Wiz Khalifa, lançada como quarta faixa do seu quarto álbum de estúdio O.N.I.F.C., pela gravadora Atlantic Records. A canção foi lançada simultaneamente com a lista de faixas oficial do álbum em 25 de Setembro de 2012. A musica conta com a participação vocal do cantor de R&B e Hip Hop senegalês Akon.

## Musica e vídeo
O videoclipe para "Let It Go" fo.li lançado em 21 de Março de 2013, no canal do artista no YouTube. Tendo a participação de Akon, e diversos artistas da Taylor Gang Records.

## Desempenho comercial
Apesar de não ter sido lançada como single, a canção teve bom desempenho comercial, alcançando posições nas paradas musicais do Estados Unidos, Bélgica, e Canadá.

## Desemepenho nas paradas
| Paradas (2012)                                | Melhor posição |
| --------------------------------------------- | -------------- |
| Bélgica (Ultratop 50 de Flandres)             | 93             |
| Canadá (Canadian Hot 100)                     | 91             |
| Estados Unidos (Billboard Hot 100)            | 87             |
| Estados Unidos (Billboard R&B/Hip-Hop Songs)  | 25             |
| Estados Unidos (Billboard Digital Song Sales) | 41             |